# 皮埃尔·纳维尔
皮埃尔·纳维尔（1903年—1993年4月23日）是法国超现实主义作家與社会学家。超现实主义思想家“性之调查”小组的重要成员。
政治生涯上，在加入统一社会党（PSU）前他曾是一名共产主义者及之后的托派主义者。作为一名职业社会学家开创了其事业。

## 早期生活
纳维尔于1903年出生于巴黎的一个瑞士新教徒银行家家庭。

## 超现实主义者的早期
1922年他和飞利浦·苏波，法蘭斯瓦·瓦热拉尔，马克斯·雅各布，路易斯·阿拉贡，布莱斯·桑德斯成立了先驱派期刊《熟鸡蛋》。
1926年，纳维尔加入法国共产党（PCF），为之负责出版物《明晰》 。他是1927年在莫斯科拜访列夫·托洛茨基的代表团成员之一。
他转而信奉托氏的理论并在1928年因叛离之由被法共产党开除。由此之后他参与到法托派主义极左派和它的出版生活中。然他渐对托氏之立场失去兴趣并于1939年与其决裂。此后他试图筹备马克思主义左派，而不落社会主义和托派主义之窠臼，组织刊物名为《国际期刊》。
起初通过PSU，纳维尔于加入第五共和下联合社会主义党的重建之前在PSG而后UGS继续研究现代生活。不顾他对“现实主义者”吉尔·马蒂，米歇尔·罗卡尔反对他保留了对该党的忠诚并表示了对弗朗索瓦·密特朗完全的拒绝。

## 工作的精神分析社会学
1947年指定为在CNRS研究的带头人，他和乔治·佛里曼在社会学研究中心一同工作，专门从事工作的精神分析社会学和自动化、工业社会、行为的精神分析学和战争军事家和理论家尤其卡尔·冯·克劳塞维茨的研究。他监管《冯·克劳塞维茨全集》的法语翻译和出版。

## 存在主义
保罗·萨特的《存在主义是一种人道主义》结尾提及他是批判存在主义最初的反面贡献者。

## 荣誉
埃松省埃夫里的瓦尔德大学的社会科学和管理研究实验室冠以其名。

## 著作

### 超现实主义
- 女王的左手, 1924

### 政治学
- 知识分子与革命, 1926
- 雅各宾党人 (杜桑·鲁威尔杜尔和圣多明戈革命) ，与西里尔·莱昂内尔·罗伯特·詹姆斯合作
- 越南战争, 1949
- 新列维坦, 1957–1975
- 托洛茨基的生活, 1962
- 自我管理与规划, 1980

### 社会学
- 战争论, 译自卡尔·冯·克劳塞维茨，与丹尼斯·纳维尔和卡米尔·荣杰尔合作
- 心理学，一种行为科学, 1942
- 心理学、马克思主义和唯物主义, 1948
- 中国的未来, 1952
- 生活和工作中存在的问题, 1954
- 征文的职业技巧, 1956
- 条约工作社会学, 1961–1962
- 国家承包商：对雷诺案，与让 - 皮埃尔·邦德, 菲利浦·巴切特和凯瑟琳·利维, 1971
- 社会学的今天, 1981

### 其他
- 回忆录 (时间的超现实, 1977)

## 关于皮耶·纳维尔的书
- 当社会学家面对皮尔·纳维尔和知识群岛 – 皮埃尔·纳维尔中心
- 那些在彼得·罗尔行动中发现的逻辑: 皮埃尔纳维尔，对知识的激情– 米歇尔艾利亚德大学出版社图卢兹- 勒 - 米瑞, 1996